# Таксино
Таксино — деревня в Клинском районе Московской области, в составе Воздвиженского сельского поселению на территории Государственного комплекса «Завидово». Население — 16 чел. (2010). До 2006 года Таксино входило в состав Воздвиженского сельского округа. В деревне действует Ильинская часовня, выстроенная в начале 2000-х гг. на месте деревянной часовни 1894 года.
Деревня расположена в северо-западной части района, примерно в 33 км к западу от райцентра Клин, на восточной окраине реликтового Коротовского болота, высота центра над уровнем моря — 147 м. Ближайший населённый пункт — почти примыкающая на северо-востоке Шевериха.

## Население
| 2002 | 2006 | 2010 |
| ---- | ---- | ---- |
| 13   | ↘12  | ↗16  |